# Aglaopus scintillans
Aglaopus scintillans är en fjärilsart som beskrevs av W. Warren 1905. Aglaopus scintillans ingår i släktet Aglaopus och familjen Thyrididae. Inga underarter finns listade i Catalogue of Life.